# Acanthoderes rufofemorata
Acanthoderes rufofemorata es una especie de escarabajo del género Acanthoderes, familia Cerambycidae. Fue descrita científicamente por Aurivillius en 1925
Se distribuye por Bolivia y Brasil. Posee una longitud corporal de 10-15 milímetros. El período de vuelo de esta especie ocurre únicamente en el mes de enero.